# متلازمة انسحاب البنزوديازيبين
متلازمة انسحاب البنزوديازيبين - غالبًا ما يُختصر اسم المتلازمة بانسحاب البنزو - هي مجموعة من الأعراض التي تظهر عند توقف الشخص لتعاطي البنزوديازيبين. انسحاب البنزوديازيبين يتميز باضطراب النوم، والتهيج، وزيادة التوتر والقلق، ونوبات الهلع، وهزة اليد، والتعرق، وصعوبة في التركيز، والارتباك والصعوبة الإدراكية، ومشاكل الذاكرة، والجفاف والغثيان وفقدان الوزن والخفقان والصداع وآلام العضلات، مجموعة من التغيرات الإدراكية، الهلوسة، الذهان،  والانتحار (انظر عنوان «العلامات والأعراض» أدناه للحصول على القائمة الكاملة). وتختلف تلك الأعراض في الشدة من يوم إلى يوم حسب الجرعات التي كان يأخذها المريض أو المدمن.
نوع وكثافة الأعراض تختلف من شخصٍ لآخر ولا يمكن تنبُّؤها مُقدَّمًا، لكن هناك قاعدتان أساسيتان بهذا الشأن:
- كلَّما طال استعمال الشخص للدَّواء أكثر كلما كان تعلقه فيه أكبر، وبالتالي عوارضه تكون أصعب. سرعة الفطام من الدَّواء: فطام تدريجي يؤدّي إلى عوارض أخف من فطامٍ حاد.
- إن الإقلاع عن تناول البنزوديازيبين بشكلٍ حاد قد يسبب عوارض في غاية الخطورة وتتطلَّب تدخُّل طبي، منها:

نوبات الصرع. حالة الجامود (Catatonia). الانتحار، الأوهام (Delusion). إيذاء الآخرين، الغيبوبة، الهلوسة، الذهان (Psychosis). هذيان ارتعاشي (Delerium tremens): وهي حالة هذيان مُصاحبة بارتعاش الجسم، درجة حرارة عالية، نبضات قلب سريعة، ضغط دم مرتفع وغيرها. حالة طوارئ يجب تشخيصها ومعالجتها بسرعة فقد تكون مميتة.
تعتبر متلازمة انسحاب البنزوديازيبين حالة خطيرة، ومعقدة. يُعرف استخدام الدواء على المدى الطويل، بتناول جرعة يوميا لمدة ثلاثة أشهر على الأقل، وهو أمر غير مرغوب به نظرا لزيادة خطر الاعتماد على الدواء، زيادة الجرعة مع فقدان فعالية الدواء، تزيد من خطر متلازمة الانسحاب، وخاصة بالنسبة لكبار السن، وكذلك تؤثر على العمليات المعرفية (بالإنجليزية: Cognition)‏ مصطلح يدل على السيرورة التي تَطلُب بها الأنساق الطبيعية (مثل الذهن) أو الاصطناعية (مثل الحاسوب) المعرفة من خلال اكتساب المعطيات أو المعلومات عن العالم وببناء تمثيلات تُحوَّل إلى معارف بواسطة إجراءات خاصة وتُستعمل في أنشطة وأعمال مختلفة. فـالتعرُّف يشير إلى مختلف الوظائف الذهنية التي تتعلق بمعالجة المعطيات والمعلوماتوالتي تتمثل، بالأساس، في الإدراك والفكر والتذكر والاستدلال واتخاذ القرار والانفعال العاطفي والتجريد، وذلك في علاقتها بالسيرورات الذهنية لاكتساب المعرفة والخبرات والتعلم، كما يؤثر الدواء على الأعصاب. استخدام الدواء كمنوم يعمل بشكل جيد في البداية ولكن سرعان ما يحتاج المريض لزيادة الجرعة للحصول على تأثير أفضل. ومع كل تلك المشاكل التي يقوم بها الدواء، لا ينبغي أن يُجبر مستخدمي البنزوديازيبين على الانسحاب ضد إرادتهم.
تعد أعراض انسحاب البنزوديازيبين أمر خطير لا يمكن التغافل عنه وقد يكون مهددا لحياة المريض، مثل نوبات الصرع،  وخاصة مع الخفض المفاجئ لجرعات عالية من الدواء للأشخاص الذين يستخدمون الدواء لمدة طويلة. كذلك الأشخاص الذين يستخدمون الدواء بجرعات قليلة ولمدة قصيرة من الوقت عند توقف استخدام الدواء يمكن أن يؤدي إلى أعراض انسحاب حادة. وكذلك في الحيوانات عند استخدامهم جرعة كبيرة واحدة، يمكن أن يعانوا من أعراض الانسحاب. وهناك أقلية من الأفراد يعانون من متلازمة الانسحاب لعدة أشهر، أو سنوات بعد توقف البنزوديازيبين. يمكن تقليل احتمال حدوث متلازمة الانسحاب من خلال خفض بطيء وتدريجي في الجرعة.
يسبب التعرض المزمن للبنزوديازيبينات إلى تكيف الأعصاب. وبالتالي على الرغم من أخذ جرعات علاجية مستمرة، قد يؤدي استخدام البنزوديازيبين على المدى الطويل إلى ظهور أعراض تشبه الانسحاب، وخاصة أثناء تعاطي الجرعات نظرا لتكيف الأعصاب على تلك الجرعة. عند توقف الدواء أو خفض الجرعة، تبدأ الأعراض الانسحابية في الظهور بقوة. قد تكون أعراض الارتداد مماثلة للأعراض التي تم تناولها في البداية، أو قد تكون جزءا من أعراض التوقف  في الحالات الشديدة، قد يؤدي رد فعل الانسحاب إلى إصابة المريض بحالات نفسية وطبية خطيرة، مثل الهوس، الفصام، حالات الصرع وخاصة عند الجرعات العالية. الفشل في التعرف على أعراض توقف استخدام الدواء يمكن أن يؤدي إلى أدلة كاذبة للحاجة إلى اتخاذ البنزوديازيبين، الأمر الذي يؤدي بدوره إلى فشل الانسحاب وإعادة البنزوديازيبين مرة أخرى بجرعات أعلى.

## العلامات والأعراض

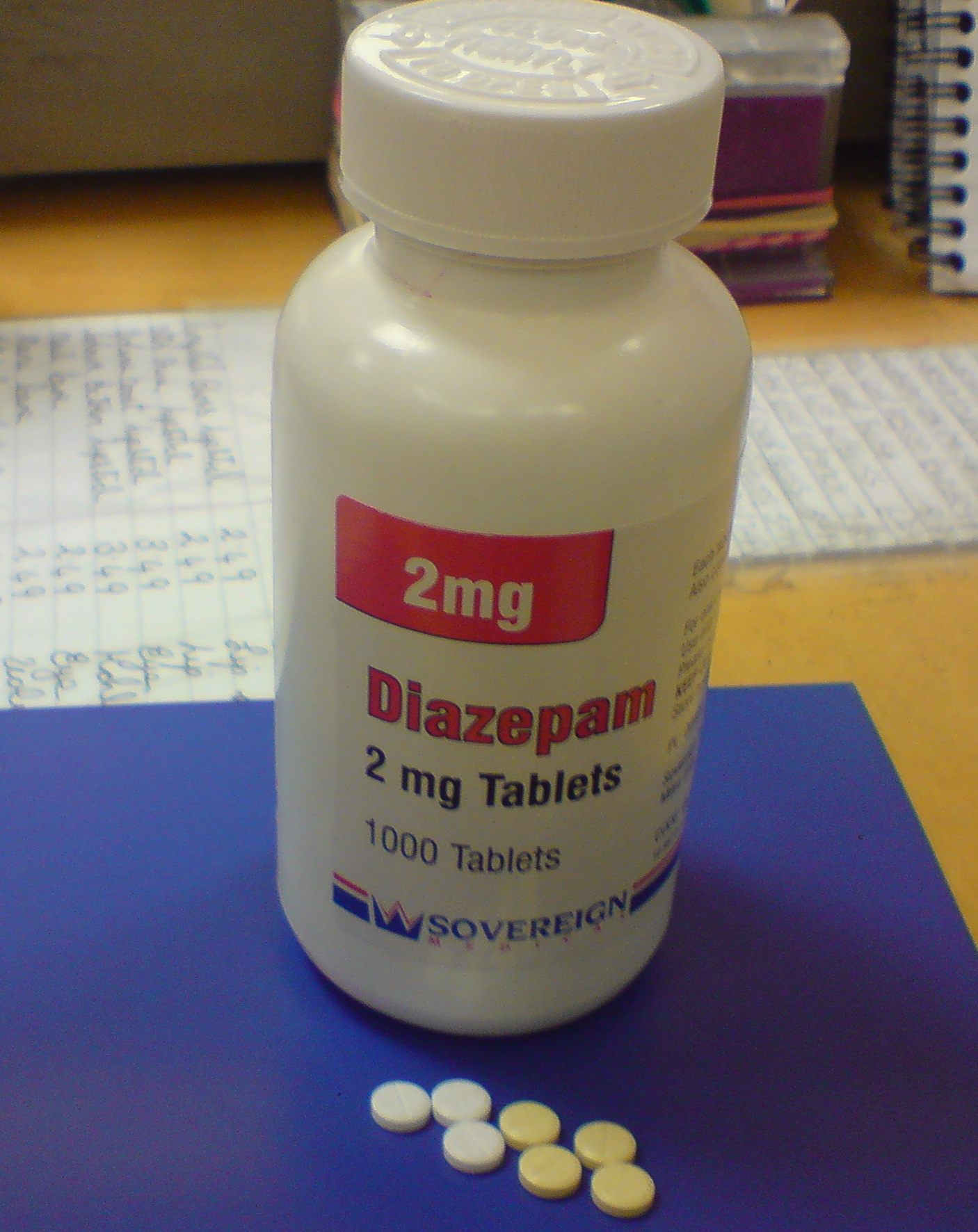
ديازيبام، 2 و 5 ملغ حبة ديازيبام ملغ، وتستخدم عادة في علاج انسحاب البنزوديازيبين.

يمكن أن تسبب آثار الانسحاب الناجمة عن توقف المهدئات والمنومات، مثل البنزوديازيبينات، الباربيتورات، أو الكحول (إيثانول)، مضاعفات طبية خطيرة. ويُقال إنها أكثر خطورة للانسحاب من المواد الأفيونية (أشباه أفيونيات) وعادة ما يتلقى المستخدمون القليل من النصائح والدعم من أجل توقف استخدام المهدئات والمنومات. قد يتأخر ظهور الأعراض من تعاطي البنزوديازيبين لمدة تصل إلى ثلاثة أسابيع، على الرغم من أن أعراض الانسحاب من تلك المادة غالبا ما تكون موجودة في وقت مبكر، في غضون 24-48 ساعة. قد لا تكون هناك اختلافات جوهرية في الأعراض من حيث ارتفاع أو انخفاض جرعة الدواء التي تم إيقافها، ولكن الأعراض تميل إلى أن تكون أكثر شدة من الجرعات العالية.

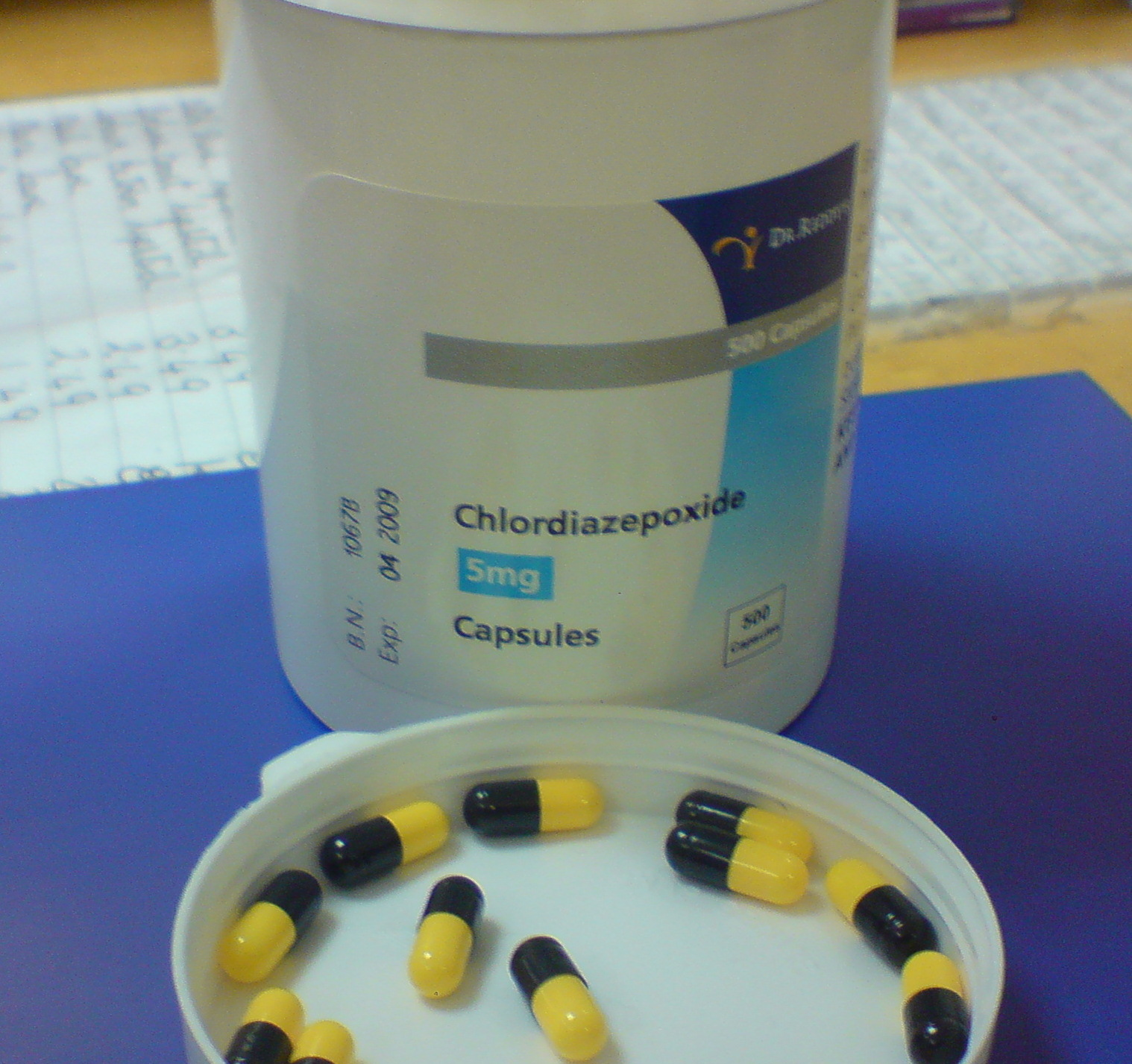
الكلورديازيبوكسيد، 5 ملغ ، تستخدم في بعض الأحيان كبديل للديازيبام للانسحاب من البنزوديازيبين. مثل الديازيبام،

قد تظهر الأعراض التالية خلال تخفيض الجرعة تدريجيا أو بشكل مفاجئ:
- ألم[26]
- قلق[26]
- تململ
- نوبة هلع[1][26]
- زغللة العين[26]
- ألم صدر[26]
- تبدد الشخصية[27]
- الاكتئاب (يمكن أن يكون شديدا),[28] الإنتحار
- تبدد الواقع (مشاعر غير واقعية)[29]
- إسهال
- توسع الحدقة[21]
- دوخة (عرض)[26]
- ازدواج الرؤية
- جفاف الحلق[26]
- انزعاج (حالة نفسية)[30][31]
- الإحساس بصدمة كهربائية[4][32]
- ارتفاع في ضغط الدم[33]
- إعياء وضعف[26]
- أعراض شبيهة بالإنفلونزا[26]
- أمراض الجهاز الهضميs [34][34][35]
- صمم[26]
- صداع[1]
- هبة الحرارة [26]
- فرط حس الشم[36]
- ارتفاع ضغط الدم[37]
- هلوسة[16]
- توهم مرضي[26]
- زيادة الحساسية للمس[29]
- زيادة الحساسية للصوت[26]
- زيادة تكرار البول[26]
- تردد[26]
- أرق[38]
- ضعف التركيز[1]
- ضعف الذاكرة (بيولوجيا) و التركيز[26]
- فقدان الشهية وفقدان الوزن[39]
- طعم معدني[36]
- حبسة[36]
- تقلب المزاج[26]
- تشنج، شد عضليأو ارتجاف حزمي[40]
- غثيان و قىء[38]
- كوابيس[38]
- مذل[26]
- اضطراب وسواسي قهري[41][42]
- مذل[29][36]
- جنون ارتياب[36]
- تصور أن الأجسام الثابتة تتحرك[29]
- تعرق[1]
- رهاب الضوء (إنسان)[36]
- هبوط الضغط الانتصابي[38]
- انتعاش النوم[43]
- متلازمة تململ الساقين[44]
- سماع الأصوات بشكل أعلى من المعتاد[29]
- جساءة[26]
- اضطرابات الطعم والرائحة[26]
- تسرع القلب[45]
- طنين[46]
- رعاش[47][48]
- اضطرابات بصرية

قد يؤدي التوقف السريع إلى أعراض انسحاب أكثر خطورة وهي:
- جامود, والتي قد تؤدي إلى الوفاة[49][50][51]
- ارتباك[52]
- نوبة (طب), والتي قد تؤدي إلى الوفاة[53][54]
- غيبوبة [55] (نادرة الحدوث)
- هذيان ارتعاشي[56][57][57]
- وهام[58]
- هلوسة
- فرط الحرارة[38]
- التفكير القاتل[59]
- هوس[60][61]
- المتلازمة الخبيثة للذهان-[62][63] (نادرة الحدوث)
- متلازمة المخ العضوية[64]
- اضطراب الكرب التالي للصدمة النفسية[44]
- ذهان[65][66]
- فكر انتحاري[67]
- إنتحار[2][25][68]
- الصراخ، ورمي، وكسر الأشياء أو إيذاء شخص ما[26]
- العنف[69]

## التشخيص
في الحالات الشديدة، قد يؤدي رد فعل الانسحاب إلى تفاقم أو تشابه الحالات النفسية والطبية الخطيرة، مثل الهوس، الفصام، والاكتئاب واضطراب الهلع، اضطراب القلق العام والنوبات الجزئية المعقدة وخاصة بالجرعات العالية تؤدي إلى حالات صرعية. الفشل في التعرف على أعراض التوقف يمكن أن يؤدي إلى أدلة كاذبة للحاجة إلى اتخاذ البنزوديازيبين، الأمر الذي يؤدي بدوره إلى فشل الانسحاب وإعادة البنزوديازيبين  إلى جرعات أعلى. لهذا السبب يجب أن يكون قد انقضى ستة أشهر على الأقل بعد توقف البنزوديازيبين  قبل إعادة تقييم الأعراض وتحديث التشخيص.[بحاجة لمصدر]
الأعراض قد تؤدي أمراض نفسية وتتقلب الحالة المزاجية للمريض ما بين الجيدة والسيئة حتى يحدث الانتعاش النهائي.

## الوقاية
وفقا لكتيب الوصفات الوطني البريطاني، من الأفضل أن يتم سحب الدواء ببطء شديد بدلا من السحب بجرعات كبيرة. ومن الأفضل أيضا أن يتم تخفيض معدل الجرعة للحد من شدة الأعراض وشدتها. وقد يقلل معدل الخفض ببطء من خطر الإصابة بمتلازمة طويلة الأمد.
البنزوديازيبينات ذات التأثير الطويلة مثل الديازيبام أو الكلورديازبوكسيد تكون أفضل لانها تُوصف بجرعات قليلة. ولكن بعض الناس لا يستطيع تخفيض الجرعات. ببساطة يحتاج هؤلاء الناس في بعض الأحيان إلى الاستمرار بتعاطي البنزوديازيبين لأنهم لا يشعرون بحال أفضل من دون الدواء.

## العلاج
قد توفر التدخلات النفسية فائدة إضافية صغيرة ولكنها هامة في مساعدة المرضى بخفض الجرعات بشكل تدريجي في مرحلة ما بعد التوقف والمتابعة. التدخلات النفسية المدروسة هي التدريب على الاسترخاء، والمعالجة السلوكية المعرفية للأرق، والرصد الذاتي للأعراض، وتحديد الأهداف، وإدارة الانسحاب والتكيف مع القلق.
مع الدافع الكافي والنهج الصحيح، يمكن لأي شخص تقريبا تخطي أعراض الانسحاب من البنزوديازيبين بنجاح. ولكن على الجانب الآخر يمكن أن تؤدي متلازمة انسحاب البنزوديازيبين الطويلة والشديدة إلى انهيار الزواج، فشل الأعمال التجارية، والإفلاس، والانتحار. وعلى هذا النحو، لا ينبغي إجبار المستخدمين على المدى الطويل على التوقف إلا بارداتهم.

### الأدوية والتفاعلات
بعض العلاجات الدوائية البديلة قد تكون الحل المثالي لأعراض الانسحاب، ولكن الأدلة الحالية غير كافية لدعم استخدامها. ووجدت بعض الدراسات أن الاستبدال المفاجئ للعلاج الدوائي البديل هو في الواقع أقل فعالية من خفض الجرعة التدريجي وحده، ووجدت ثلاث دراسات فقط فوائد إضافة لـ الميلاتونين، باروكسيتين،  أو ترازودون وفالبروات، وذلك بالمقارنة مع خفض الجرعة تدريجيا.
- مضادات الذهان عموما غير فعالة للانسحاب المرتبط بالانسوديازيبين.[32][77] يجب تجنب مضادات الذهان أثناء انسحاب البنزوديازيبين لأنها تميل إلى تفاقم أعراض الانسحاب، بما في ذلك التشنجات.[24][78][79][80] قد تكون بعض العوامل المضادة للذهان أكثر خطورة أثناء الانسحاب من غيرها، وخاصة كلوزابين، أولانزابين أو الفينوثيازينات منخفضة القوة (على سبيل المثال، كلوربرومازين) [81]
- باربتيورات تتفاعل مع البنزوديازيبينات ويجب تجنبها.
- بنزوديازيبين أو المخدرات ينبغي تجنبها بعد التوقف، وتشمل هذه الأدوية: نونبودياوديازيبينات، التي لديها آلية عمل مماثلة.[82][83]
- بوبروبيون الذي يستخدم في المقام الأول كمضاد للاكتئاب ويساعد المريض في الإقلاع عن التدخين.[84]
- بوسبيرون لم يتم العثور على أهمية لذلك الدواء في توقف أعراض الانسحاب أو أن يكون بديلا للدواء.[6]
- كافيين قد يؤدي إلى تفاقم أعراض الانسحاب بسبب خصائصه التحفيزية.[4]
- كاربامازيبين، ومضاد الاختلاج، لها بعض الآثار المفيدة في علاج وإدارة انسحاب البنزوديازيبين؛ ومع ذلك، فإن البحوث محدودة وبالتالي قدرة الخبراء على تقديم توصيات بشأن استخدامه لانسحاب البنزوديازيبين غير ممكنة في الوقت الحاضر.[82]
- إيثانول، الكحول الأولي في المشروبات الكحولية قد وجد أنه يكون بمثابة مؤشر كبير لفشل الانسحاب، وذلك بسبب تفاعله مع البنزوديازيبينات.[4][82][85]
- فلومازينيل يعمل على تقليل قدرة البنزوديازيبين على العمل في المستقبلات الخاصة به. ومع ذلك، هناك حاجة إلى مزيد من البحوث في شكل تجارب عشوائية لإظهار دور الفلومازينيل في علاج انسحاب البنزوديازيبين.[86]

وجد أن الفلومازينيل أكثر فعالية من العلاج الوهمي في الحد من مشاعر العداء في المرضى الذين كانوا خالين من البنزوديازيبين لمدة 4-266 أسبوعا وهذا قد يشير إلى دور فلومازينيل في علاج أعراض الانسحاب البنزوديازيبين.
أُجريت دراسة عن آثار مضادات مستقبل البنزوديازيبين، الفلومازينيل، على أعراض انسحاب البنزوديازيبين التي استمرت بعد الانسحاب من قبل لادر ومورتون. وكانت المواد الدراسية خالية من البنزوديازيبين لمدة تتراوح بين شهر وخمس سنوات، ولكن كل ذلك أفاد عن استمرار آثار الانسحاب بدرجات متفاوتة. وشملت الأعراض المستمرة التفكير الغائم، والتعب، والأعراض العضلية مثل توتر الرقبة، وإبطال الشخصية، التشنجات، والأعراض الإدراكية المميزة لانسحاب البنزوديازيبين، وهي الشعور بدبابيس وإبر، وحرق الجلد، ألم، والأحاسيس الذاتية للتشويه الجسدي. تم العثور على العلاج بواسطة فلومازينيل (0.2-2 ملغ) يتم أخذها عن طريق الوريد لتقليل هذه الأعراض . مضادات مستقبل البنزوديازيبين محايدة وليس لها آثار سريرية. كاتب الدراسة اقترح التفسير الأكثر احتمالا هو غلق جميع المستقبلات التي يعمل عليها البنزوديازيبين بواسطة الفلومازينيل ، وبالتالي يعتبر الفلومازينيل هو العلاج الذي يتعامل مع أعراض انسحاب البنزوديازيبين ولكنه يحتاج المزيد من البحث والدراسة . وأظهرت دراسة أجراها البروفيسور بورغ في السويد نتائج مماثلة في المرضى الذين يعانون من الانسحاب المطول. في عام 2007، اعترف هوفمان-لا روش صانع دواء الفلومازينيل بوجود متلازمات انسحاب البنزوديازيبين، ولكن لم يوصى باستخدام الفلومازينيل لعلاج هذه الحالة.
- كوينولون [90][91][92] قد لاحظت هيذر أشتون وغيرها أن ذلك المضاد الحيوي يعمل على زيادة نسبة سمية الجهاز العصبي المركزي من 1٪ إلى 4٪ لدى عامة السكان، أو للسكان الذين يعتمدون على البنزوديازيبين أو أولئك الذين يخضعون للانسحاب من الدواء . حيث وجد أنها تنزع مركبات البنزوديازيبين من مواقع المستقبلات الخاصة بها. هذا العداء يمكن أن يعجل من أعراض الانسحاب، والذي يمكن أن يستمر لأسابيع أو أشهر قبل انحسار الأعراض. وتشمل الأعراض الاكتئاب، القلق، الذهان، جنون الارتياب، والأرق الشديد، باراثيسيا، وطنين، وفرط الحساسية للضوء والصوت، والرعاش، والصرع، والأفكار الانتحارية. وبالتالي يجب توقف تناول كوينولون في المرضى الذين يتناولون مركبات البنزوديازيبين.[4][93][94][95][96] مضادات التهاب لا ستيرويدي لها بعض خواص غابا (GABA) وتشير الأبحاث الحيوانية إلى أن البعض من مضادت الالتهاب تعمل على إزاحة مركبات البنزوديازيبين من أماكنها. ومع ذلك، مضادات الالتهاب غير الستيروئيدية في تركيبة مع الفلوروكينولونات تسبب زيادة كبيرة جدا في سمية (GABA)، وبالتالي تعمل على زيادة الآثار السلبية الأخرى. [97][98][99]
- غابابنتين يمكن أن يخفف من أعراض انسحاب البنزوديازيبين. بما في ذلك القلق، والأرق، والتهيج، والرعاش والتشنجات العضلية. ومع ذلك، غابابنتين قد يؤدي إلى متلازمة الانسحاب الخاصة بها عند التوقف إذا اتخذت بشكل مستمر لفترات طويلة.
- إيميدازينيل قد تلقى بعض البحوث لإدارة انسحاب البنزوديازيبين، ولكنه لا يستخدم حاليا في الانسحاب.[100]
- إيميبرامين إحصائيا يعمل على زيادة معدل نجاح التوقف.[6]
- ميلاتونين زيادة نجاح معدلات التوقف للأشخاص الذين يعانون من الأرق.[6]
- فينيبوت قد يساعد مع القلق، والأرق وتوتر العضلات الناجمة عن توقف البنزوديازيبين. ومع ذلك، هناك شعور «انتعاش» المعروف مع استخدام الفينيبوت التي قد تتفاقم للأشخاص عند الانسحاب، ولذلك لا ينصح أن يُؤخذ لأكثر من 3 أيام متتالية لتجنب تطوير التبعية.
- فينوباربيتال، (باربتيورات)، يستخدم في «التخلص من السموم» وغيرها.[21]  في دراسة مقارنة، تم العثور على تفتق سريع باستخدام البنزوديازيبين لتكون متفوقة على التفتق السريع الفينوباربيتال.[101][102]
- بريغابالين قد يساعد على تقليل شدة أعراض انسحاب البنزوديازيبين،[103] ويقلل من خطر الانتكاس.[104]
- بروجستيرون وجد أنه غير فعال لإدارة انسحاب البنزوديازيبين.[86]
- بروبرانولول لم يتم العثور على أي زيادة لمعدلات نجاح توقف الانسحاب.[6]
- مثبطات استرداد السيروتونين الانتقائية لديها قيمة ضئيلة في علاج انسحاب البنزوديازيبين.[105]
- ترامادول ينبغي تجنبه أثناء انسحاب البنزوديازيبين.
- ترازودون لم يتم العثور على أي زيادة لمعدلات نجاح توقف الانسحاب.[6]

## تنبؤات نجاح الانسحاب
معدل نجاح التدخل وتوقف أعراض الانسحاب يتراوح بين 25 إلى 100٪ بمتوسط 58٪.  العلاج السلوكي المعرفي كان مفيدا لتحسين معدلات نجاح اضطراب الهلع، الميلاتونين للأرق، بالإضافة إلى استعمال فلومازينيل وفالبروات الصوديوم. ووجدت إحدى الدراسات أنه بعد عام واحد من الامتناع عن استخدام البنزوديازيبين  على المدى الطويل، عادت الاعاقات المعرفية والعصبية والفكرية إلى طبيعتها.
الانسحاب من البنزوديازيبين لم يؤد إلى زيادة استخدام مضادات اكتئاب.

### عملية الانسحاب
من الصعب جدا الانسحاب من مركبات البنزوديازيبين قصيرة أو متوسطة المفعول بسبب شدة الأعراض. وعلاوة على ذلك، يبدو أن البنزوديازيبينات قصيرة المفعول تنتج متلازمة انسحاب أكثر كثافة. لهذا السبب، يتم أحيانا التوقف عن طريق استبدال أول جرعة مكافئة من البنزوديازيبين قصير المفعول مع واحد أطول المفعول مثل ديازيبام أو كلورديازبوكسيد. فترة عمر النصف للبنزوديازيبينات أكثر من 24 ساعة (بمعنى:  مقدار الوقت اللازم لكمية البنزوديازيبين، لتنخفض إلى نصف قيمتها كما تم قياسها في بداية الفترة الزمنية) وتشمل كلورديازيبوكسيد، الديازيبام، كلوبازام، كلونازيبام، حمض كلورازيبينيك، كيتازولام، ميدازيبام، نوردازيبام، وبرازيبام. بينما تشمل البنزوديازيبينات مع فترة عمر النصف أقل من 24 ساعة ألبرازولام، برومازيبام، بروتيزولام، فلونيترازيبام، لوبرازولام، لورازيبام، لورميتازيبام، ميدازولام، نيترازيبام، أوكسازيبام، والتيمازيبام. ثم يتم تخفيض الجرعة المكافئة الناتجة تدريجيا. معدل التخفيض المستخدم في بروتوكول هيذر أشتون يدعو للقضاء على 10٪ من الجرعة المتبقية كل أسبوعين إلى أربعة أسابيع، اعتمادا على شدة واستجابة المتعاطي للتخفيضات مع الجرعة النهائية في 0.5 ملغ جرعة من الديازيبام أو 5 ملغ جرعة من الكلورديازبوكسيد.

### المدة
بعد أخذ الجرعة الأخيرة، تستمر المرحلة الحادة من الانسحاب لمدة شهرين تقريبا. حتى مع استخدام الجرعة المنخفضة، وعادة ما تستمر لمدة ستة إلى اثني عشر شهرا، وتتحسن تدريجيا خلال تلك الفترة، ومع ذلك، قد تستمر أعراض الانسحاب لسنوات، على الرغم من خفض الجرعات بشكل تدريجي.

### متلازمة الانسحاب المطولة
متلازمة الانسحاب المطولة تشير إلى الأعراض المستمرة لعدة أشهر أو حتى سنوات. وهناك أقلية كبيرة من الناس الذين ينسحبون من البنزوديازيبين، ربما 10 إلى 15٪، يعانون من متلازمة الانسحاب التي تطول مدتها والتي يمكن أن تكون شديدة في بعض الأحيان. قد تشمل الأعراض طنين الأذن، وذهان، والعجز المعرفي، والشكاوى المعوية (أمراض الجهاز الهضمي)، والأرق، والألم (عادة في الأطراف)، وآلام العضلات، والضعف، والتوتر، ورعاش مؤلم، وتشنج الجفن يتم تخفيف الطنين الذي يحدث أثناء خفض الجرعة أو التوقف عن البنزوديازيبين عن طريق إعادة بدء البنزوديازيبين.
ووجدت دراسة لعوامل عصبية نفسية علامات نفسية فسيولوجية تختلف عن المعايير الطبيعية، وخلصت إلى أن متلازمة الانسحاب المطولة كانت حالة علاجية المنشأ الناجمة عن استخدام البنزوديازيبين على المدى الطويل. أسباب الأعراض المستمرة هي مزيج من العوامل الدوائية مثل استمرار التغيرات التي تسببها المخدرات المستقبلة والعوامل النفسية على حد سواء الناجمة عن المخدرات وربما في بعض الحالات، وخاصة الذين يستخدمون الدواء بجرعة عالية، تلف في الدماغ الهيكلي أو تلف الخلايا العصبية الهيكلي. تستمر الأعراض في التحسن مع مرور الوقت، وغالبا إلى النقطة التي يستأنف فيها الناس حياتهم الطبيعية في نهاية المطاف، حتى بعد سنوات من العجز.
معدل الانسحاب البطيء يقلل بشكل كبير من خطر حدوث حالة الانسحاب المطولة و / أو الشديدة. يمكن أن تتخلل أعراض الانسحاب المطولة فترات من الأيام الجيدة والأيام السيئة. عندما تزيد الأعراض بشكل دوري خلال الانسحاب المطول، قد تكون التغيرات الفسيولوجية موجودة، بما في ذلك زيادة في ضغط الدم ومعدل ضربات القلب. وقد اقترح التغيير في الأعراض بسبب التغيرات في حساسية المستقبلات ل غابا GABA. ووجد أن العاهات الإدراكية بسبب استخدام البنزوديازيبين تظهر تحسينات بعد ستة أشهر من الانسحاب، ولكن الاعاقات الإدراكية المتبقية قد تكون دائمة أو قد تتطلب أكثر من ستة أشهر حتى تعود لطبيعتها.
يستمر تلاشي الأعراض الممتدة على مدى عدة أشهر أو عدة سنوات. لا يوجد علاج معروف لمتلازمة انسحاب البنزوديازيبين المطول ما عدا الوقت، ومع ذلك، وجد أن (الفلومازينيل) الدواء الأكثر فعالية من العلاج الوهمي في الحد من مشاعر العداء في المرضى الذين كانوا خالين من البنزوديازيبين لمدة 4-266 أسابيع. وهذا قد يشير إلى دور الفلومازينيل في علاج أعراض انسحاب البنزوديازيبين المطولة.

## علم الأوبئة
ومن المرجح أن يتم تحديد شدة وطول متلازمة الانسحاب بعوامل مختلفة، بما في ذلك معدل الاستخدام وحجم الجرعة، والعوامل الوراثية المحتملة. قد يكون لدى أولئك الذين لديهم تاريخ سابق للانسحاب من البنزوديازيبين جهاز عصبي مركزي حساس أو مزعج يؤدي إلى تفاقم الإدراك والأعراض، ويجعل كل فترة انسحاب لاحقة أسوأ.

## الفئات الخاصة من السكان

### الأطفال
يمكن أن تحدث متلازمة الانسحاب الوليدي، والتي قد تكون أعراض انسحاب شديدة، عندما تكون الأم قد اخذت من البنزوديازيبين، وخاصة خلال الثلث الثالث من الحمل. وتشمل الأعراض نقص التوتر، وانقطاع التنفس، زرقة. تم الإبلاغ عن متلازمة انسحاب البنزوديازيبين الوليدي من ساعات إلى أشهر بعد الولادة.
نسبة متلازمة الانسحاب في وحدة العناية المركزة للأطفال حوالي 20٪ بعد دفعات من البنزوديازيبين أو أشباه ألافيونيات. يرتبط احتمال وجود متلازمة انسحاب مع مجموع مدة الضخ والجرعة. علاج الانسحاب عادة ما ينطوي على الفطام خلال فترة تتراوح من 3 إلى 21 يوما إذا استمر التسريب لأكثر من أسبوع. وتشمل الأعراض الهزات، والإثارة، والأرق، والبكاء الذي لا يطاق، والإسهال والتعرق. في المجموع، يتم سرد أكثر من خمسين عرض من أعراض الانسحاب في هذه المقالة. لم يكن للتدابير البيئية التي تهدف إلى تخفيف أعراض حديثي الولادة الذين يعانون من متلازمة الانسحاب تأثير شديد، ولكن توفير بيئة نوم هادئة ساعدت في بعض الحالات الخفيفة.

### الحمل
التوقف عن البنزوديازيبين أو مضادات الاكتئاب فجأة بسبب مخاوف الآثار السلبية سواء على الام أو على الجنين لديها مخاطر عالية في التسبب بمضاعفات خطيرة، لذلك لا يُنصح بذلك ، على سبيل المثال، فإن الانسحاب المفاجئ للبنزوديازيبينات أو مضادات الاكتئاب ينطوي على مخاطر عالية لتتسبب بأعراض انسحاب متطرفة، بما في ذلك التفكير الانتحاري. هذا يمكن أن يؤدي إلى دخول المستشفى وربما الانتحار. وأبلغت إحدى الدراسات عن أن ثلث الأمهات اللواتي توقفن فجأة أو انخفض معدل الأدوية بسرعة جدا أصبحوا انتحاريات بسبب «الأعراض التي لا تطاق».امرأة واحدة كانت تعاني من الإجهاض الدوائي، شعرت أنها لم تعد قادرة على التعامل، واستخدمت امرأة أخرى الكحول في محاولة لمكافحة أعراض الانسحاب من البنزوديازيبينات. وقد يؤدي الإجهاض التلقائي أيضا إلى الانسحاب المفاجئ للأدوية العقلية، بما في ذلك البنزوديازيبين. وأفادت الدراسة أن الأطباء عموما ليسوا على بينة من العواقب الوخيمة للانسحاب المفاجئ للأدوية العقلية مثل البنزوديازيبين أو مضادات الاكتئاب.

### كبار السن
تم إجراء دراسة للمسنين الذين يعانون من انسحاب البنزوديازيبين، وقد وُجد عدد قليل من المضاعفات والتي يمكن أن تؤدي إلى تحسينات في النوم والقدرات المعرفية. في 52 أسبوعا بعد الانسحاب الناجح، تم العثور على تحسن بنسبة 22٪ في الحالة المعرفية، فضلا عن تحسين الأداء الاجتماعي. أولئك الذين بقوا على البنزوديازيبين شهدت انخفاضا بنسبة 5٪ في القدرات المعرفية، والتي يبدو أنها أسرع من تلك التي ينظر إليها في الشيخوخة الطبيعية، مما يشير إلى أنه كلما طال تناول البنزوديازيبين، أصبح التأثير على الحالة المعرفية اسوأ بكثير. بعض الأعراض زادت سوءا في الأشهر القليلة الأولى عند الامتناع عن البنزوديازيبين، ولكن في متابعة 24 أسبوعا، تحسنت بشكل واضح بالمقارنة مع أولئك الذين بقوا على البنزوديازيبين. وقد لوحظت تحسينات في النوم في متابعة 24 و 52 أسبوعا. وخلص الباحثون إلى أن البنزوديازيبين لم تكن فعالة على المدى الطويل لمشاكل النوم إلا في قمع الأرق. وقد شهدت التحسينات ما بين 24 و 52 أسبوعا بعد الانسحاب في العديد من العوامل، بما في ذلك تحسين النوم والعديد من القدرات المعرفية والأداء. بعض القدرات المعرفية، والتي هي حساسة لل بنزوديازيبين، وكذلك العمر، مثل الذاكرة العرضية لم تتحسن. ومع ذلك، استشهد المؤلفون بدراسة أُجريت في المرضى الأصغر سنا الذين لم يظهروا في أي خلل في الذاكرة لمدة 3.5 سنوات، وتكهنوا بأن بعض وظائف الذاكرة تستغرق وقتا أطول للتعافي من استخدام البنزوديازيبين المزمن وقد تحدث المزيد من التحسينات في الوظائف الإدراكية للمسنين بعد 52 أسبوعا من الانسحاب. وسبب المدة التي يستغرقها الجسم من أجل التحسينات يرجع إلى الوقت الذي يستغرقه الدماغ للتكيف مع بيئة خالية من البنزوديازيبين وتستغرق حوالى 24 اسبوعا.
في 24 أسبوع، تم العثور على تحسينات كبيرة، بما في ذلك تحسن دقة معالجة المعلومات، ولكن لوحظ انخفاض في أولئك الذين بقوا على البنزوديازيبين. وقد لوحظ المزيد من التحسينات في المتابعة التي استمرت 52 أسبوعا، مشيرا إلى التحسينات الجارية عند الامتناع عن البنزوديازيبين. كما أن الأشخاص الأصغر سنا على البنزوديازيبين يعانون أيضا من التدهور المعرفي في الذاكرة المكانية البصرية، ولكنهم ليسوا ضعفاء مثل كبار السن للآثار المعرفية.
وقد لوحظ تحسن في المرضى المسنين الخاليين من البنزوديازيبين خلال مدة 52 أسبوعا. وخاصة إذا كانوا يقودون سياراتهم وذلك بسبب زيادة خطر حوادث المرور على الطرق لمستخدمي البنزوديازيبين.
في متابعة استغرقت 24 أسبوع، 80٪ من الناس قد انسحبوا بنجاح من البنزوديازيبين. ويعزى جزء من النجاح إلى طريقة الدواء الوهمي المستخدمة في جزء من التجربة التي كسرت الاعتماد النفسي على البنزوديازيبين عندما أدرك المرضى المسنين أنهم أكملوا خفضهم التدريجي قبل عدة أسابيع، وكان قد أخذوا أقراص وهمية. وساعد ذلك على طمأنتهم بأنهم يستطيعون النوم دون حبوب منع الحمل.

## وصلات خارجية
- Benzodiazepine Withdrawal Symptom Relief
- Benzodiazepines: How they work and how to withdraw by Professor Heather Ashton
- The Minor Tranquilliser Project, For support, Camden, UK
- متلازمة انسحاب البنزوديازيبين على مشروع الدليل المفتوح